# Lengyel szobrászok listája
A legismertebb lengyel szobrászok a következők:
| Ábécé szerinti tartalomjegyzék                                                                           |
| --- |
| A, Á B C Cs D Dz Dzs E, É F G Gy H I, Í J K L Ly M N Ny O, Ó Ö, Ő P Q R S Sz T Ty U, Ú Ü, Ű V W X Y Z Zs |

## A
- Magdalena Abakanowicz (*1930–2017)
- Wiesław Adamski (*1947–)
- Kazimierz Adamski (*1964–)
- Paweł Althamer (*1967–)
- Sylwester Ambroziak (*1964–)
- Krystyna Andrzejewska-Marek (*1950–)
- Stanisław Anioł (*1950–)
- Józef Aumiller (1892–1964)

## B
- Tomasz Bajer (*1960–)
- Kazimierz Banat (*1945–)
- Jerzy Bandura (1915–1987)
- Bolesław Barcz (1906–1944)
- Tadeusz Barącz (1849–1905)
- Anna Baumgart (*1966–)
- Mirosław Bałka (*1958–)
- Wincenty Bałys (1906–1939)
- Bolesław Bałzukiewicz (1879–1935)
- Zdzisław Beksiński (1929–2005)
- Anna Bem-Borucka (*1955–)
- Joshua Budziszewski Benor (1950–2006)
- Jan Berdyszak (*1934–)
- Jerzy Bereś (*1930–)
- Jan Bernasiewicz (1908–1984)
- Juliusz Wojciech Bełtowski (1852–1926)
- Bolesław Biegas (1877–1954)
- Wiesław Bielak
- Kazimierz Bieńkowski (1907–1960)
- Tadeusz Biliński (1892–1928)
- Maksymilian Biskupski (*1958–)
- Rafał Boettner-Łubowski (*1974–)
- Jerzy Boroń (1924–1986)
- Izydor Borys (*1965–)
- Julian Boss-Gosławski (*1926–)
- Zygmunt Brachmański (*1936–)
- Tadeusz Breyer (1874–1952)
- Wiktor Brodzki (1826–1904)
- Anna Brudzińska (*1974–)
- Paweł Bryliński (1814–1890)
- Wojciech Brzega (1872–1941)
- Sławomir Brzoska (*1967–)
- Julian Brzozowski (1925–2002)
- Alojzy Bunsch (1859–1919)
- Henryk Burzec (1919–2005)
- Piotr Butkiewicz (*1966–)
- Michał Budny (*1976–)
- Wacław Bębnowski (1865–1945)
- Tadeusz Błotnicki (1858–1928)

## C
- Faustyn Juliusz Cengler (1828–1886)
- Michał Ceptowski (1765–1829)
- Władysław Chajec (1904–1986)
- Olga Chrobra (*1926–)
- Bronisław Chromy (*1925–2017)
- Mariusz Chrząstek
- Waldemar Cichoń (*1955–)
- Stanisław Cukier (*1954–)
- Jan Cygankiewicz (*1945–)

## D
- Alfred Daun (1854–1922)
- Zofia Demkowska (1919–1991)
- Henryk Dmochowski (1810–1863)
- Anna Dobrzańska (1890–1979)
- Dorota Dziekiewicz-Pilich (*1969–)
- Stefan Dousa (*1945–)
- Mariusz Drapikowski (*1960–)
- Luna Drexlerówna (1882–1933)
- Xawery Dunikowski (1875–1964)
- Wincenty Dunikowski-Duniko (*1947–)
- Maria Dunin-Piotrowska (1899–1986)
- Wojciech Durek (1888–1910)
- Jacek Durski (*1943–)
- Franciszek Duszeńko (1925–2008)
- Tomasz Dykas (1850–1922)
- August Dyrda (*1926–)
- Wojciech Dzienniak (*1966–)
- Krystyna Dąbrowska (1906–1944)
- Aleksander Dętkoś (*1939–)
- Czesław Dźwigaj (*1950–)

## E
- Władysław Eljasz-Radzikowski (1847–1921)
- Zbigniew Ereszkowski (*1923–)

## F
- Barbara Falender (*1947–)
- Wojciech Fangor (*1922–)
- Krystyna Fałdyga-Solska (*1942–)
- Franciszek Fischer (1851–1895)
- Franciszek Flaum (1866–1917)
- Jerzy Fober (*1959–)
- Henryk Fojcik (*1956–)
- Romuald Frejer (1926–1987)
- Zbigniew Frączkiewicz (*1946–)
- Jarosław Furgała (1919–?)
- Roman Fus (1960–2007)

## G
- Walery Gadomski (1833–1911)
- Wiktor Gajda (*1938–)
- Józef Gardecki (1880–1952)
- Piotr Gawron (*1943–)
- Maria Gerson-Dąbrowska (1869–1942)
- Stanisław Gierada (*1943–)
- Henryk Glicenstein (1870–1942)
- Cyprian Godebski (1835–1909)
- Izabella Godlewska (*1931–)
- Chaim Goldberg (1917–2004)
- Jerzy Gorbas (*1968–)
- Józef Gosławski (1908–1963)
- Stanisław Gosławski (1918–2007)
- Antoni Grabowski
- Feliks Grabowski (1817–1889)
- Jan Graczyk (1928–2005)
- Magdalena Gross (1891–1948)
- Wojciech Gryniewicz (*1946–)
- Jan Grzegorzewski (1914–2007)
- Grażyna Grądkowska
- Marceli Guyski (1830–1893)
- Gustaw Gwozdecki (1880–1935)

## H
- Antoni Hajdecki (1927–1991)
- Władysław Hasior (1928–1999)
- Edward Haupt
- Konstanty Hegel (1799–1876)
- Stanisław Hochuł (*1935–)
- Stanisław Horno-Popławski (1902–1997)
- Jorg Huber
- Karol Hukan (1888–1958)
- Roman Husarski (1923–2004)

## J
- Stanisław Jackowski (1887–1951)
- Stanisław Jagmin (1875–1961)
- Zuzanna Janin (*1961–)
- Jadwiga Janus (1931–2019)
- Maria Jarema (1908–1958)
- Jerzy Jarnuszkiewicz (1919–2005)
- Kazimierz Jelski (1782–1867)
- Giennadij Jerszow (*1967–)
- Andrzej Jocz (*1941–)
- Paweł Jocz (1943–2008)
- Julian Jończyk (1930–2007)
- Edward Jurjewicz (1939–2008)
- Jakub Juszczyk (1893–1945)
- Katarzyna Józefowicz (*1959–)

## K
- Wawrzyniec Kaim (1896–1940)
- Jerzy Kalina (*1940–)
- Józef Kaliszan (1927–2007)
- Kazimierz Kalkowski (*1954–)
- Anna Kamieńska-Łapińska (1932–2007)
- Władysław Kandefer (*1921–)
- Tadeusz Kantor (1915–1990)
- Alfons Karny (1901–1989)
- Andrzej Kasten (*1923–)
- Antoni Kenar (1906–1959)
- Jerzy Kenar (*1946–)
- Marek Kijewski (1955–2007)
- Grzegorz Klaman (*1959–)
- Teresa Klaman (*1948–)
- Władysław Klamerus (1956–1992)
- Katarzyna Kobro (1898–1951)
- Stanisław Kochanek (1905–1995)
- Janina Konarska (1900–1975)
- Jan Konarski (1447–1525)
- Marian Konieczny (*1930–)
- Wacław Konopka (1949–2007)
- Małgorzata Kopczyńska-Matusewicz (*1972–)
- Józef Kopczyński (1930–2006)
- Michał Korpal (1857–1915)
- Zygfryd Korpalski (*1930–)
- Leszek Korzekwa
- Adam Kossowski (1905–1983)
- Henryk Kossowski (1815–1878)
- Grzegorz Kowalski (*1942–)
- Tadeusz Kowalski   (*1939–)
- Jarosław Kozakiewicz (*1961–)
- Katarzyna Kozyra (*1963–)
- Edward Krasiński (1925–2004)
- Józef Antoni Kraus
- Marian Kruczek (1927–1983)
- Bronisław Krzysztof (*1956–)
- Barbara Krzywicka-Wójcik (*1942–)
- Małgorzata Kręcka-Rozenkranz (*1962–)
- Michał Kubiak (*1946–)
- Jacek Kucaba (*1961–)
- Wojciech Kucharski
- Jan Kucz (*1936–)
- Leon Kudła (1878–1964)
- Stanisław Kulon (*1930–)
- Mariusz Kulpa (*1946–)
- Henryk Kuna (1879–1945)
- Baltazar Kuncz (1580–1650)
- Józef Kupczyk (1846–1911)
- Antoni Kurzawa (1848–1898)
- Piotr Kułach
- Wojciech Kułach (1812–1897)
- Mirosław Kuźma (*1965–)
- Wiesław Kwak (*1963–)
- Jerzy Kędziora (*1947–)

## L
- Konstanty Laszczka (1865–1956)
- Marian Karol Leja (1928–2002)
- Teofil Lenartowicz (1822–1893)
- Andrzej Lenik (1864–1929)
- Stanisław Roman Lewandowski (1859–1940)
- Bogdana Ligęza-Drwal (*1931–)
- Wojciech Lipczyk (*1943–)
- Mieczysław Lubelski (1887–1965)
- Henryk Lula (*1930–)

## M
- Antoni Madeyski (1862–1939)
- Edmund Majkowski (1929–2009)
- Paweł Maliński (1790–1853)
- Władysław Marcinkowski (1858–1947)
- Leonard Marconi (1835–1899)
- Józef Marek (*1922–)
- Marian Hess
- Julian Markowski (1846–1903)
- Tomasz Matusewicz (*1967–)
- Ewa Mehl (1938–1999)
- Piotr Michnikowski (*1960–)
- Zbigniew Mikielewicz (*1956–)
- Feliks Mikulski (1853–1886)
- Karol Mikuszewski (1909–1980)
- Adolf Milczanowski (1899–1977)
- Antoni Miszewski (1891–1957)
- Igor Mitoraj (1944–2014)
- Tomasz Moczek (*1973–)
- Marian Molenda (*1958–)
- Eugeniusz Molski (*1942–)
- Henryk Morel (1937–1968)
- Marek Jerzy Moszyński (1937–2010)
- Teresa Murak (*1949–)
- Józef Murlewski (1911–2003)
- Adam Myjak (*1947–)
- Jacek Müldner-Nieckowski (*1947–)
- Wiesław Müldner-Nieckowski (1915–1982)

## N
- Elie Nadelman (1882–1946)
- Jan Nalborczyk (1870–1940)
- Tadeusz Niewiadomski (1931–2006)
- Olga Niewska (1898–1943)
- Dorota Nieznalska (*1973–)
- Ludwika Nitschowa (1889–1989)
- Franciszek Nowak (1810–1894)
- Cyprian Kamil Norwid (1821–1883)

## O
- Ludwika Ogorzelec (*1953–)
- Adam Olejniczak (*1967–)
- Władysław Oleszczyński (1807–1866)
- Ryszard Orski (*1935–)
- Paweł Orłowski
- Tadeusz Ostaszewski (1917–2003)
- Stanisław Ostoja-Kotkowski (1922–1994)
- Ludmiła Ostrogórska (*1950–)
- Sławoj Ostrowski (*1943–)
- Jan Ostrowski (1811–1872)
- Kazimierz Witold Ostrowski (1848–1880)
- Stanisław Kazimierz Ostrowski (1879–1947)
- Abraham Ostrzega (1889–1942)
- Władysław Owsiński (1874–1960)

## P
- Antoni Janusz Pastwa (*1944–)
- Władysław Pawlik (*1940–)
- Grzegorz Pecuch (1923–2008)
- Krzysztof Perwanger (1700–1785)
- Józef Petruk (*1944–)
- Franciszek Piasecki (1838–1909)
- Zdzisław Pidek (1954–2006)
- Zygmunt Piekacz (*1936–)
- Anna Pietrowiec (1909–1989)
- Wiesław Pietroń (*1934–)
- Franciszek Pinck (1733–1798)
- Jan Jerzy Pinzel (?–1770)
- Jan Jerzy Plersch (1704/05–1774)
- Maria Podskarbi-Hebisz (*1951–)
- Antoni Popiel (1865–1910)
- Zbigniew Pronaszko (1885–1958)
- Jan Pruski (*1957–)
- Andrzej Pruszyński (1836–1895)
- Józef Przebindowski (1836–1917)
- Adam Przybysz (*1955–)
- Ludwik Puget (1877–1942)
- Jacek Puget (1904–1977)
- Maciej Pęcak (*1964–)

## R
- Stanisław Radwański (*1941–)
- Tomasz Radziewicz (*1974–)
- Henryk Rasmus (1935–1991)
- Jan Raszka (1871–1945)
- Jan Chryzostom Redler
- Jan Regulski (1760–1807)
- Stanisław Repeta (1906–1971)
- Marek Rogulski (*1967–)
- Edward Roguszczak (1927–1997)
- Wojciech Roj (1875–1954)
- Wojciech Rojowski (?–1778?)
- Adam Roman (1916–?)
- Stanisław Romaniak (*1948–)
- Franciszek Roth (1866–1935)
- Marcin Rożek (1885–1944)
- Janina Rudnicka (*1955–)
- Teodor Rygier (1841–1913)
- Adolf Ryszka (1935–1995)
- Antoni Rząsa (1919–1980)
- Marcin Rząsa (*1965–)

## S
- Wawrzyniec Samp (*1939–)
- Jan Sawka (*1946-2012)
- Dariusz Sitek (*1966–)
- Edward Sitek (1940–2002)
- Szczepan Siudak (*1945–)
- Władysław Skoczylas (1883–1934)
- Adam Smolana (1921–1987)
- Jerzy Sobociński (1932–2008)
- Robert Sobociński (*1960–)
- Tomasz Oskar Sosnowski (1810–1886)
- Andrzej Sołyga
- Janina Stefanowicz-Schmidt (*1930–)
- Paweł Steller (1895–1974)
- Józef Stolarczyk   (1940–2002)
- Mirosław Struzik (*1956–)
- Ryszard Stryjec
- Karol Stryjeński (1887–1932)
- Franciszek Strynkiewicz (1893–1996)
- Stanisław Stwosz (?1478–1528)
- Wit Stwosz (1448–1533)
- Jan Stępień (*1949–)
- Franciszek Suknarowski (1912–1998)
- Ryszard Surajewski (*1927–)
- Edward Sutor (1917–1984)
- Bolesław Syrewicz (1835–1899)
- Alina Szapocznikow (1926–1973)
- Maciej Szańkowski (*1938–)
- Ewelina Szczech-Siwicka (*1932–)
- Jan Szczepkowski (1878–1964)
- Paweł Szcześniak   (1952–2007)
- Jan Szczypka (*1962–)
- Andrzej Szewczyk (1950–2001)
- Michał Gąsienica Szostak
- Jan Szostak (1917–1986)
- Karol Gąsienica Szostak
- Leon Szubert (1829–1859)
- Stanisław Szukalski (1893–1987)
- Marek Szwarc (1892–1958)
- Stanisław Szwechowicz (*1946–)
- Wacław Szymanowski (1859–1930)
- Wojciech Sęczawa (*1961–)
- Stanisław Słonina (*1936–)

## T
- Jakub Tatarkiewicz (1798–1854)
- Teresa Pastuszka Kowalska
- Grażyna Tomaszewska-Sobko (*1966–)
- Wiktor Tołkin (*1922–)
- Józef Trenarowski (1907–1965)
- Olgierd Truszyński (*1931–)
- Zofia Trzcińska-Kamińska (1890–1977)
- Bronisław Tusk (1835–2000)

## U
- Helena Unierzyska (1867–1932)
- Katarzyna Urbaniak (*1969–)
- Witold Urbanowicz (*1945–)

## W
- Antoni Walerych (*1952–)
- Jacek Waltoś (*1938–)
- Jan Wałach (1884–1979)
- Zbigniew Wąsiel (*1966–)
- Pius Weloński (1849–1931)
- Mieczysław Welter (*1928–)
- Aleksandra Went (*1976–)
- Jan de Weryha-Wysoczański (*1950–)
- Henryk Wiciński (1908–1943)
- Edward Wittig (1879–1941)
- Antoni Wiwulski (1877–1919)
- Magdalena Więcek (1924–2008)
- Małgorzata Wiśniewska (*1980–)
- Alfred Wiśniewski (1916–?)
- Marian Wnuk (1906–1967)
- Jan Wnęk (1828–1869)
- Ryszard Wojciechowski (1939–2003)
- Bolesław Wojewódzki (1909–1986)
- Tadeusz Antoni Wojtasik (*1952–)
- Maria Wojtiuk (*1953–)
- Bazyli Wojtowicz (1899–1985)
- Piotr Woroniec (*1955–)
- Jędrzej Wowro (1864–1937)
- Stanisław Wysocki (*1949–)
- Franciszek Wyspiański (1836–1901)
- Igor Wójcik (*1968–)

## Z
- Stanisław Zagajewski (1927–2008)
- Albert Zalewski (1933–2008)
- August Zamoyski (1893–1970)
- Leon Mieczysław Zawiejski (1856–1933)
- Barbara Zbrożyna (1923–1995)
- Ignacy Zelek (1994–1961)
- Kazimierz Gustaw Zemła (*1931–)
- Swietlana Zerling (*1945–)
- Romuald Zerych (1888–1964)
- Anna Zygmunt (*1976–)

## Ł
- Wanda Ładniewska-Blankenheimowa (1905–1995)
- Tadeusz Łodziana (*1920–)
- Andrzej Łowisz (*1939–)
- Jadwiga Łubieńska (1852–1930)
- Hanna Łuczak (*1959–)
- Jacek Łuczak (*1962–)

## Ś
- Alina Ślesińska (1926–1994)
- Stanisław Śliwiński (1955–1972)
- Balbina Świtycz-Widacka (1901–1972)

## Ż
- Teresa Żarnowerówna (1895–1950)